# Касперія
Касперія (італ. Casperia) — муніципалітет в Італії, у регіоні Лаціо,  провінція Рієті.
Касперія розташована на відстані близько 55 км на північ від Рима, 18 км на південний захід від Рієті.
Населення — 1254 особи (2014).

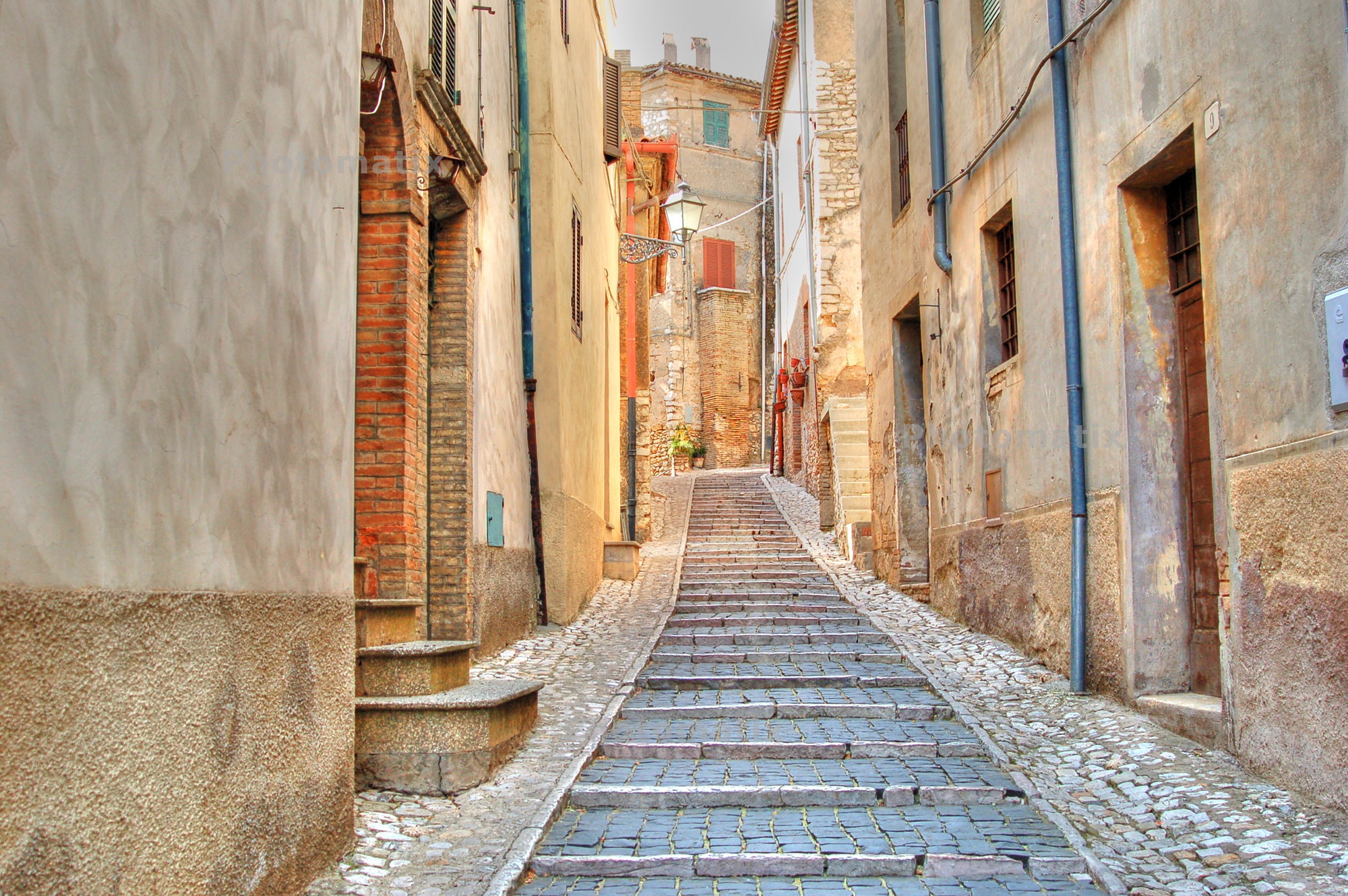

Щорічний фестиваль відбувається 24 червня. Покровитель — святий Іван Хреститель.

## Демографія
Населення за роками:

Станом на 1 січня 2023 року в муніципалітеті офіційно проживав 91 іноземець з 22 країн, серед них 51 громадянин країн Євросоюзу та 5 громадян України.

## Сусідні муніципалітети
- Канталупо-ін-Сабіна
- Контільяно
- Монтазола
- Рієті
- Роккантіка
- Сельчі
- Торрі-ін-Сабіна